# ۴۷۳ (خورشیدی)
۴۷۳ چهارصد و هفتاد و سومین سال هجری خورشیدی است.